# Danmarksturneringen i atletik 2014
Danmarksturneringen i atletik 2014 eller Landsturneringen i atletik 2014 er Dansk Atletik Forbunds danske mesterskab for klubhold. 
Danmarksturneringens finale 2014 afvikledes 6. september i Aabenraa. Det blev till dobbeltsejr til Sparta Atletik for 17. år i træk, mændens sejr var den 29. i træk.

## Resultatet i Elitedivisionen, 2014
| Guld Sparta 125 point Sølv Aarhus 1900 109½ point Bronze Odense Atletik 71 point 4. Hvidovre AM 55½ point 5. Københavns IF 50½ point 6. Esbjerg AM 49½ point | Guld Sparta 106 point Sølv Aarhus 1900 97½ point Bronze Københavns IF 80,75 point 4. Aabenraa IG 71,25 point 5. Odense Atletik 48 point 6. Amager AC 29½ point |